# Henri Focillon
Henri Focillon, né le 7 septembre 1881 à Dijon et mort le 3 mars 1943 à New Haven (Connecticut), est un historien de l'art français, spécialiste de la gravure et de l'art du Moyen Âge.

## Biographie
Fils du graveur Victor-Louis Focillon et de son épouse Anne (née Mongeot), Henri Focillon fait ses études secondaires au lycée Charlemagne, de 1893 à 1898, et poursuit en classes préparatoires de rhétorique au lycée Henri-IV, de 1898 à 1901, avant entrer à l’École normale supérieure. Il suit les cours d'histoire de l'art d'Henry Lemonnier à la Sorbonne. Après deux échecs, en 1904 et 1905, il est reçu — troisième sur vingt-quatre — à l’agrégation de lettres en 1906. 
Il consacre sa thèse de doctorat (thèses principale et complémentaire) à Piranèse et devient docteur ès-lettres en 1918.
Il est nommé en 1913 directeur du musée des Beaux-Arts de Lyon, poste qu’il occupe jusqu’en 1924. Professeur d'histoire de l'art à l'université de Lyon, à l'école des beaux-arts de Lyon, suppléant d'Émile Mâle à la Sorbonne (1924), il devient professeur d'esthétique à la Sorbonne (1933), puis est élu professeur au Collège de France (1938).
Il est également représentant de la France, aux côtés de Paul Valéry, à la commission des Lettres et des Arts de la Société des Nations (1925), au comité permanent des Lettres et des Arts de la SDN (1930), à l'Institut international de coopération intellectuel et à l'Office international des musées. Il est vice-président de la commission des arts plastiques et membre de la commission du cinématographe du ministère de l'Instruction publique (1932).
À partir de 1932, il enseigne régulièrement aux États-Unis (d'abord à l'université Yale, puis à l'université de New York, à Dumbarton Oaks, et dans le réseau de l'Alliance française), en collaboration étroite avec Marcel Aubert. Il se lie avec l'élite des universitaires (Henri Peyre, Walter W. S. Cook, Charles Seymour, etc.) et des collectionneurs de la côte Est (Duncan Phillips, Robert Woods Bliss et Mildred Barnes Bliss, etc.), et s'y exile, contraint par la guerre, à partir de septembre 1939. Son départ est aussi motivé par la mission confidentielle qui lui est confiée par les pouvoirs publics français, d'évaluer le poids des influences françaises et allemandes dans l'opinion américaine. Il fait ainsi le tour des universités et collèges américains (Rochester, Chicago, Madison, Salt Lake City, Berkeley, San Francisco, Santa Barbara, Los Angeles, Pasadena, Kansas City, Saint-Louis, Urbana, Oberlin College, New Haven, Baltimore, Washington) et donne une série de conférences en Amérique du sud.
Il apporte son soutien au général de Gaulle, dès juin 1940, et s'engage fortement aux côtés des Forces françaises libres, en intervenant régulièrement dans des conférences et à la radio américaine. Il est président d'honneur de l'École libre des hautes études, fondée à New York par les intellectuels français en exil (avec Gustave Cohen, Jacques Maritain, Alexandre Koyré, Roman Jakobson, Claude Lévi-Strauss, etc.).
Sommé de rentrer en France par le gouvernement de Vichy, alors même que son ministre de tutelle est l'un de ses amis proches et anciens condisciples de l'École normale supérieure, Jérôme Carcopino, il est déchu de son poste au Collège de France en 1942.

### Vie privée
En 1921, il épouse Marguerite Castell.

## Notoriété et postérité
Figure tutélaire de l'histoire de l'art, Henri Focillon a interrogé des champs aussi variés de la discipline que l'art médiéval (peinture romane, architectures romane et gothique), la Renaissance et l'époque classique (Piero della Francesca, Raphaël, Benvenuto Cellini, Rembrandt, Tiepolo, Piranèse), la peinture de son temps (Max Liebermann, Cuno Amiet, Edwin Scott, John La Farge), la préhistoire ou encore l'art japonais.
Souvent plébiscité en tant que médiéviste, il fut un théoricien de grande envergure (voir Vie des formes et Éloge de la main) et un commentateur sagace de l'art de son temps, étudiant des longitudes éloignées et examinant avec pénétration ses contemporains. Ses principaux ouvrages, en tant que médiéviste sont L'Art des sculpteurs romans : recherche sur l'histoire des formes (Paris : E. Leroux, 1931), Vie des formes (Paris : E. Leroux, 1934) et Art d'Occident : le Moyen Âge roman et gothique (Paris : A. Colin, 1938).
Son ouvrage sur Piero della Francesca est édité par ses élèves après sa mort, à partir de ses notes de cours.
Une bibliographie de ses écrits a été dressée après sa mort par son ancien assistant à la Sorbonne, Louis Grodecki,.
Poète et pédagogue hors pair, Henri Focillon a eu une influence profonde sur les historiens de l'art qu'il a formés, parmi lesquels Jean Ache, Jean Adhémar, Maurice Allemand, Jurgis Baltrusaitis (son gendre), Germain Bazin, Jean Bony, Wanda Bouleau-Rabaud, André Chastel, Suzanne Damiron, Sirarpie Der Nersessian, Gaston Diehl, Bernard Dorival, Georges Gaillard, Louis Grodecki, Richard Hamann McLean, René Huyghe, René Jullian, Mathieu-Georges May, Herbert Muller, Jean Prinet, John Rewald, Francis Salet, Claude Schaefer, Charles Sterling, Jean Taralon, Francis Henry Taylor (directeur du Metropolitan Museum of Art), Gérald Van der Kemp, Jacques Vanuxem, Philippe Verdier, Pierre Verlet, Daniel Wildenstein et Jacques Wilhelm à la Sorbonne, James Sloss Ackerman, S. Lane Faison, George Heard Hamilton, Sumner McKnight Crosby, George Kubler, Charles Seymour Jr. à Yale.
Deux sociétés jumelles portant son nom, la Henri Focillon Society à Yale et la Société Henri Focillon à Paris, ont été fondées après sa mort par ses élèves pour maintenir vivant son enseignement, recenser ses travaux et assurer la publication de ses ouvrages qui n'étaient pas encore parus et celle des travaux de ses élèves.
En 2024, ses archives sont intégrées aux collections de l'Institut national d'histoire de l'art.

### Bourse Focillon
Une bourse porte son nom. Elle a été instituée en 1947 pour permettre aux historiens français de l'art de voyager aux États-Unis pendant un trimestre. Elle est attribuée tous les ans alternativement à un enseignant-chercheur et à un conservateur. On compte parmi les lauréats Louis Grodecki (1948), André Chastel (1949), Jean Bony (1949), Jacques Thuillier (1955 (non effectué) et 1970), Michel Laclotte (1957), Jacques Guillerme (1959), Pierre Rosenberg (1961), Yves Bottineau (1964), Antoine Schnapper, Jacques de Caso, Françoise Cachin, Jean-Patrice Marandel (1968), Roland Recht (1972), Pierre Georgel (1973), Jacques Foucart (1974), Barthélemy Jobert (2000).

### Hommages
De 1953 à 1963, la chaire occupée par Sirarpie Der Nersessian à Harvard/Dumbarton Oaks porta le nom d'Henri Focillon.
Son nom a été donné à la bibliothèque de l'Institut français de Buenos Aires.

## Publications
- Vie des formes (1934) - rééd. PUF, 2010 ; rééd. Paris, Payot, coll. "Petite Bibliothèque Payot", 2024.
- Rembrandt, Paris, Plon (1936)
- Éloge de la main (1939), rééd. Paris, Payot, coll. "Petite Bibliothèque Payot", 2024.
- Benvenuto Cellini
- Raphaël
- Piero della Francesca (1951)

Quelques publications
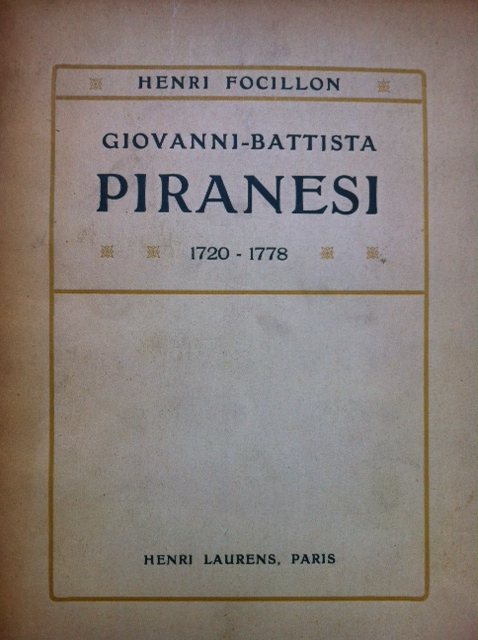
Giovanni Battista Piranesi (Paris, H. Laurens, 1918).
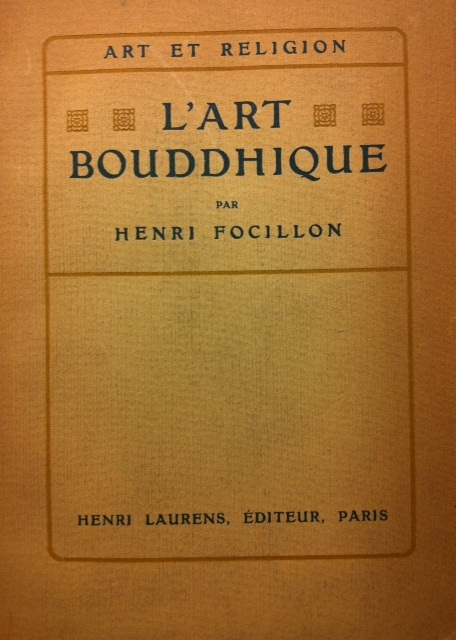
L'Art bouddhique (Paris, H. Laurens, 1921).
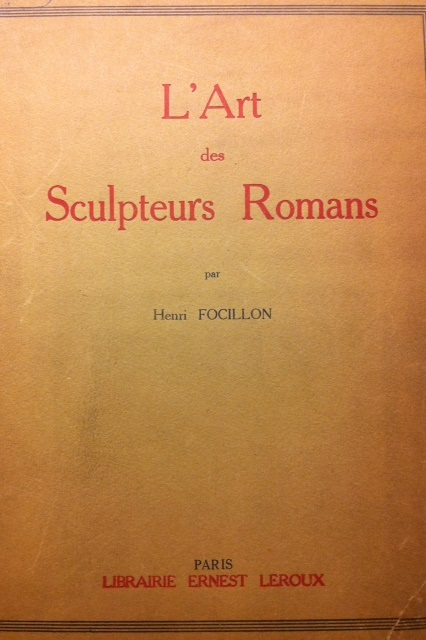
L'Art des sculpteurs romans (Paris, E. Leroux, 1931).
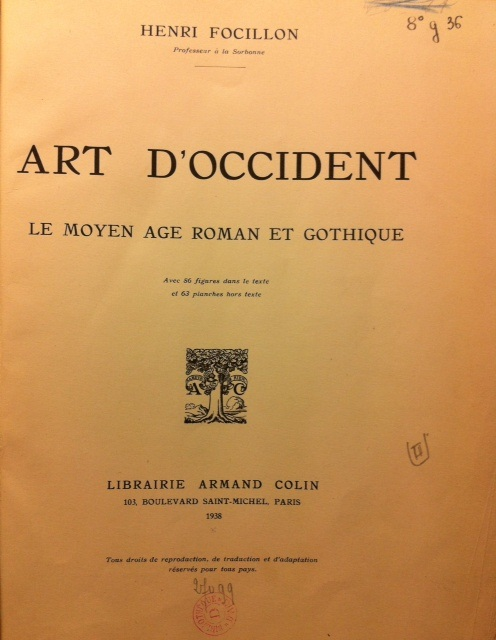
Art d'Occident : le Moyen-Âge roman et gothique (Paris, A. Colin, 1938).
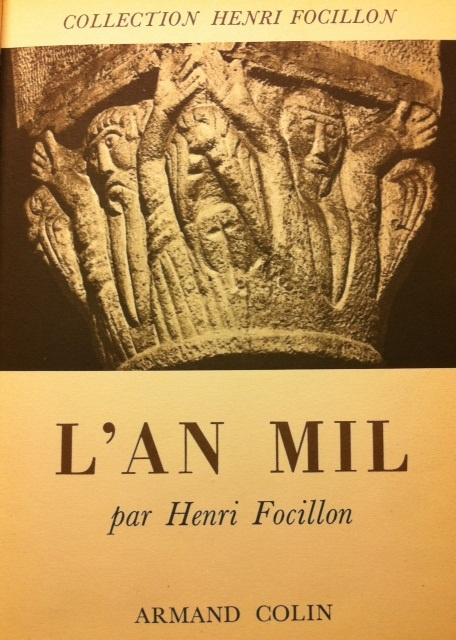
L'An mil (Paris, A. Colin, 1952).

### Histoire de la peinture
- La Peinture aux XIXe et XXe siècles (1927-1928)
- De Callot à Lautrec : perspectives de l’art français

### Histoire de l'estampe
- La Gravure et la lithographie, Le Musée d'art. Galerie des chefs-d’œuvre et précis de l'Histoire de l'Art au XIXe siècle, en France et à l'étranger (1906)
- Méryon, L'Art et les Artistes (1907)
- Préface, Exposition rétrospective des œuvres d’Émile Boilvin, 1845-1899 (1910)
- Préface, Exposition rétrospective des œuvres de Théophile Chauvel, 1831-1909 (1910)
- L'Eau-forte de reproduction en France, Revue de l'art ancien et moderne (1910)
- Artistes contemporains : Louis Legrand, Revue de l'art ancien et moderne (1911)
- Les Graveurs de la Joconde, Revue de l'art ancien et moderne (1911)
- Les Eaux-fortes de Tiepolo, Revue de l'art ancien et moderne (1912)
- Jean-Dominique Tiepolo, graveur, Mélanges offerts à M. Henry Lemonnier par la Société de l'histoire de l'art français, ses amis, et ses élèves (1913)
- Hokusaï (1914 ; 1925)
- Giovanni Battista Piranesi (1720-1778) (1918)
- Technique et sentiment. Études sur l'art moderne (1919)
- Charles Méryon, L'Art et les artistes (1921)
- Zorn, graveur, L'Art et les artistes (1922)
- La Gravure espagnole à la Chalcographie de Madrid, Mouseion (1927)
- Manet en blanc et noir, d'après un livre récent, Gazette des Beaux-Arts (1927)
- Auguste Brouet, L'Art et les artistes (1927)
- Victor Focillon (1849-1918), Annuaire de la Société des Aquafortistes français (1927)
- Léon Félix, L'Art et les artistes (1929)
- Honoré Daumier, Gazette des Beaux-Arts (1929)
- Maîtres de l'estampe. Peintres-graveurs (1930 ; 1969)
- Lautrec, Gazette des Beaux-Arts (1931)
- Georges Gobo, L'Art et les artistes (1932)
- Estampes en couleur gravées sur bois, Arts et métiers graphiques (1933)

### Art de l'Extrême-Orient
- Hokusai (1914)
- L'Art bouddhique, Paris, Henri Laurens éditeur, coll. « Art et Religion », 1921, 336 p.

### Histoire de l'art médiéval
- Art des sculpteurs romans (1932)
- Art d'Occident 1 : Moyen Âge roman et gothique
- Art d'Occident 2 : Moyen Âge gothique (1938)
- Peintures romanes des églises de France (1938)
- Moyen Âge : survivances et réveils (1943)
- L'An mil (1952)

### Autres publications
- Projet d'enseignement [au Collège de France]. Titres et travaux, Paris, Imprimerie des Presses universitaires de France, 1937
- Témoignage pour la France (avant-propos du général de Gaulle), New York, Brentano's, 1945

### Direction de publications et revues
(D'après la liste établie par H. Focillon dans ses Titres et travaux, 1937)
- Collections : Art et Religion (Laurens éd.) : Études d'art et d'archéologie (Leroux éd.) ; Forme et Style, études et mémoires d'art et d'archéologie (Leroux éd.)
- Périodiques : Bibliothèque des musées de Lyon (jusqu'en 1924), Bulletin de l'Office international des instituts d'archéologie et d'histoire de l'art
- Comité de publication : Revue de l'Art, Gazette des Beaux-Arts, L'Art et les Artistes